# Plauditus texanus
Plauditus texanus is een haft uit de familie Baetidae. De wetenschappelijke naam van de soort is voor het eerst geldig gepubliceerd in 1999 door Wiersema.
De soort komt voor in het Nearctisch gebied.